# シャドー・ボクサー
『シャドー・ボクサー』は、1977年12月20日にフォーライフ・レコードから発売された、原田真二の3rdシングル。

## 解説
1977年10月から3か月連続シングル発売というトリプル・デビューを果たした原田の第3弾シングル。
3作連続オリコントップ10入りはならなかったが、約23万枚を売上。
トリプルシングルの中で唯一、1枚目のアルバム『Feel Happy』未収録楽曲。
B面「サン・ライズ」は、2002年発売「アーリーデイズ・ベスト」でアルバム初収録・初CD化。 

### レコーディング
編曲はベーシストの後藤次利。編曲家としてのデビュー作となった。キーボードでスタジオミュージシャン時代の坂本龍一、プロデューサー・の吉田拓郎がコーラスでクレジットされている。
後藤は当時編曲がまだ手探り状態であり、「ストリングスを入れて欲しい」と注文され、ヤマハのエレクトリックピアノ、編曲本を買い込み勉強したが、実際にオーケストラが自身の譜面通り演奏したところ不協和音となり、全員に休憩を取ってもらいピアノの前で慌てて書き直した逸話を後年語っている。

## 収録曲
両曲作詞：松本隆／作曲：原田真二
1. シャドー・ボクサー (4:04)
編曲：後藤次利
2. サン・ライズ (3:27)
編曲：瀬尾一三

## ミュージシャン
Shinji & Wave：キーボード：原田真二、ドラムス：古田 "チャバシ" たかし、エレクトリックベース：デイブ伊藤、エレクトリック・ギター：カズ南沢
キーボード：坂本龍一、ドラムス：林立夫、ベース 、クラシック・ギター：後藤次利、エレクトリック・ギター：鈴木茂、アコースティック・ギター：M．池田
パーカッション：斎藤ノヴ、サックス：ジェイク・コンセプション、マリンバ：金山功、ストリングス：トマト、コーラス：原田真二・吉田拓郎

## 収録アルバム・DVD
オリジナル
- 『Feel Free』（#1、リメイク）
- 『Feel Happy 2007〜Debut 30th Anniversary〜』

ベスト
- 『GOLDEN☆BEST 原田真二 OUR SONG〜彼の歌は君の歌〜』（#1）
- 『GOLDEN☆BEST 原田真二 1992-1996 SHINE THE LIGHT COLLECTION』（#1、アコーステックver.）

セルフカバー
- 『Best Songs』（#1、アコーステックver.）

ライブ
- 『Shinji Harada at Budokan '78〜Time Travel〜』（#1）

DVD
- OUR SONG and all of you (ライヴ・アット・武道館)（#1）